# في. رافيشندران
في. رافيشندران هو مؤلف وكاتب أغاني وملحن ومخرج وشاعر وممثل هندي، ولد في 30 مايو 1961 في الهند.

## وصلات خارجية
- في. رافيشندران على موقع IMDb (الإنجليزية)
- في. رافيشندران على موقع أول موفي (الإنجليزية)
- في. رافيشندران على موقع قاعدة بيانات الفيلم (الإنجليزية)
- في. رافيشندران على موقع كينوبويسك (الروسية)